# Maya Kazan
Pour les articles homonymes, voir Kazan (homonymie).
Maya Kazan, née le 24 novembre 1986, est une actrice américaine de télévision et de cinéma. Elle est connue pour les rôles de Caroline dans le film Frances Ha et pour rôle d'Eleanor Gallinger dans la série télévisée américaine The Knick et Mabel Thompson dans Boardwalk Empire. Elle est la fille des scénaristes Nicholas Kazan et Robin Swicord. Elle est la petite-fille du réalisateur Elia Kazan et de la dramaturge Molly Kazan (en). Maya est la sœur cadette de l'actrice Zoe Kazan.

## Carrière

### Théâtre
En 2012, Kazan joue rôle de Lucrèce dans Le Menteur de Pierre Corneille, réalisé par David Ives au Théâtre Shakespeare de New Jersey,.
En 2013, elle a joué le rôle de Laura dans la pièce de Michael Rabe L'avenir est pas ce qu'il était (« The Future Is Not What It Was ») au théâtre Walkerspace à New York,,.
En 2014, elle a joue le rôle de Perdita dans Le Conte d'hiver de William Shakespeare au Old Globe Theater. Dans le Los Angeles Times de février 2014, le critique Charles McNulty écrit : « Kazan ne possède pas encore une voix de scène forte, mais elle a tout ce qui est nécessaire pour nous faire tomber amoureux de Perdita - éclat naturel, l'intelligence modeste et douceur. »

### Télévision
En 2014, Kazan obtient le rôle récurrent d'Eleanor Gallinger dans The Knick de Steven Soderbergh sur Cinemax aux côtés des co-stars Clive Owen, Eve Hewson et Grainger Hines. Cette même année, elle joue dans Boardwalk Empire sur HBO, Mabel Thompson, la femme du jeune Nucky Thompson, dans une chaîne de flashbacks tout au long de la cinquième et dernière saison de la série.

### Cinéma
En 2020, Kazan joue le rôle de Tess dans Alia’s Birth de Sam Abbas avec Nikohl Boosheri, Poorna Jagannathan et Samuel H. Levine,.

## Filmographie

### Cinéma
- 2008 : Christie Mae - Christie Mae (court métrage)
- 2009 : I'll Never Smile Again - Amy (court métrage)
- 2011 : Love Is Like Life But Longer - Young nun (court métrage)
- 2011 : Three Things - (court métrage)
- 2012 : Trial by Combat - Emily (court métrage)
- 2012 : Every Saturday - Hannah
- 2012 : Where the Sharpest Knife was Kept - Carla (court métrage)
- 2012 : Frances Ha - Caroline
- 2013 : Blood Moon - Manya
- 2015 : Prism - Jewels
- 2020 : Alia's Birth de Sam Abbas - Jenna
- 2020 : Histoires d'amour (Love is Love is Love) d'Eleanor Coppola : Caroline
- 2021 : Une affaire de détails (The Little Things) de John Lee Hancock : Rhonda Rathbun

### Télévision
- 2013 : Company Town - Marla (téléfilm)
- 2014 : Boardwalk Empire - Mabel Thompson (épisodes Eldorado / Friendless Child / Devil You Know / King of Norway
- 2014 : The Knick - Eleanor Gallinger (épisodes Crutchfield / The Golden Lotus / Working Late a Lot / Start Calling Me Dad / They Capture the Heat / Where's the Dignity / The Busy Flea / Mr. Paris Shoes
- 2016 : Sleepy hollow - Zoe Corinth
- 2018 : Mosaic - Laura Hurley